# Перовка (Томская область)
Перо́вка — деревня в Томском районе Томской области. Входит в состав Турунтаевского сельского поселения.

## Население
| 2002 | 2008 | 2009 | 2010 | 2011 | 2012 | 2013 |
| ---- | ---- | ---- | ---- | ---- | ---- | ---- |
| 244  | ↘223 | ↗228 | ↘137 | ↘135 | ↘131 | ↗134 |
| 2014 | 2015 | 2021 |      |      |      |      |
| ↘132 | ↘129 | →129 |      |      |      |      |

## География
Расстояние до Томска — 91 км, до Турунтаева (центр поселения) — 4 км. Деревня располагается возле самой административной границы Томского района с Зырянским, в месте впадения реки Куслы в Куйлу. Чуть более 1 км ниже по течению в Куйлу впадает приток Чумаклы.

## Социальная сфера и экономика
Медицинское обслуживание осуществляет местный фельдшерско-акушерский пункт.
В деревне работает сельскохозяйственное предприятие ООО «Перовское».